# MoReq
MoReq (Model Requirements for the Management of Electronic Documents and Records, ab der Version MoReq2010 Modular Requirements for Records Systems) ist der europäische Standard für das elektronische Records-Management.
Die Richtlinie wurde im Rahmen des IDA-Programmes (IDA: Interchange of Data Between Administrations) der Europäischen Kommission entwickelt und vom DLM-Forum veröffentlicht. Ursprünglich sollte MoReq zur Vereinheitlichung des Dokumentenaustauschs zwischen der Europäischen Kommission und den Regierungen der Mitgliedsstaaten beitragen. Inzwischen hat sich MoReq als Grundlage für verschiedene Standards für das elektronische Dokumenten-, Archiv- und Schriftgutverwaltung etabliert. 
An MoReq orientieren sich z. B. die Standards für die Schriftgutverwaltung in der öffentlichen Verwaltung in England (TNA), in den Niederlanden (ReMano), in Norwegen (NOARK) und Luxemburg (SEL ECM). Obwohl der MoReq Standard nicht durch ein offizielles Standardisierungsgremium (wie z. B. ISO) erstellt wurde, hat er sich inzwischen über die Grenzen Europas hinaus als De-facto-Standard für elektronische Schriftgutverwaltung etabliert.
Im Dezember 2008 wurde vom DLM-Forum ein MoReq Governance Board eingerichtet, das die Pflege des Standards, die Akkreditierung von Testzentren sowie die Prüfung und Freigabe von Übersetzungen durchführt.

## MoReq1
Die MoReq-Spezifikation (heute häufig als MoReq1 bezeichnet) wurde im Jahr 2001 von der Europäischen Kommission in englischer Sprache veröffentlicht. MoReq liefert im Gegensatz zu anderen Standards (wie z. B. ISO 15489) eine sehr detaillierte Anforderungsliste sowohl für funktionale Anforderungen an ein elektronisches und papierbasiertes Schriftgutverwaltungssystem, als auch für die dazugehörigen elektronischen Vorgangsbearbeitungs- und Dokumenten-Management-Systeme. MoReq schließt auch Richtlinien zur Betrachtung von operationalen Systemen und Managementsystemen ein und erstellt nicht nur Anforderungen für eine Aufbewahrung von elektronischen Aufzeichnungen, sondern auch für die Anforderungen anderer elektronischer dokumentenbezogener Funktionen wie Workflow, E-Mail und Elektronische Signaturen. Die Anforderungschecklisten von MoReq stellen eine Art Schablone zu jedem Anwendungsbereich dar. In diesen Anforderungslisten werden alle Anforderungen beschrieben und jede einzelne Funktion detailliert definiert. Im Anschluss werden Empfehlungen ausgesprochen, ob eine Funktion „Pflicht“ oder „wünschenswert“ ist. MoReq1 besteht aus 390 definierten Anforderungen. MoReq wurde im Auftrag der Europäischen Kommission und des DLM-Forum erstellt.
MoReq1 wurde in Brasilianisch, Englisch, Französisch, Italienisch, Kroatisch, Niederländisch (eigene Adaption), Portugiesisch, Russisch, Slowenisch, Spanisch, Tschechisch, Ungarisch und andere Sprachen übersetzt (jedoch nicht ins Deutsche) oder in nationale Standards gewandelt.

## MoReq2
Auf Basis eines Anforderungsdokumentes des DLM-Forum für Erweiterungen von MoReq schrieb die Europäische Kommission im Jahr 2006 das MoReq2-Projekt aus. Dabei ging es nicht nur um funktionale Erweiterungen, sondern besonders um die Nachweisfähigkeit und Zertifizierung der Implementierung von MoReq in Softwareprodukten. Die MoReq2 Spezifikation wurde am 13. Februar 2008 in elektronischer und im September 2008 in gedruckter Form in Englisch veröffentlicht. Aktuelle Übersichten über akkreditierte Testcenter und zertifizierte Produkte sind auf der MoReq-Webseite des DLM-Forum zu finden.
Der MoReq2-Standard baut auf MoReq1 auf und lehnt sich in Struktur und Format an diesen an. Dadurch wurde auch eine weitgehende Abwärtskompatibilität zur Ursprungsspezifikation erreicht. Wesentliche Neuheiten in MoReq2 sind die flexiblere Struktur, die Berücksichtigung nationaler Besonderheiten (Chapter „0“), Erweiterungen des Basismoduls mit den Kernfunktionen der Schriftgutverwaltung, neue optionale Module, ein XML-Schema für den Datenaustausch und der MoReq2-Conformance-Test mit Zertifizierungsverfahren. MoReq2 ist bereits ohne Anhänge 200 Seiten stark. Die neun Anhänge umfassen noch einmal 100 Seiten und die Testszenarien gehen weit über 1000 Seiten hinaus. Bei der Erstellung von MoReq2 wurden Ergänzungen aus relevanten Quelldokumenten wie z. B. der ISO 15489, der ISO 23081 und der ISO 14721 sowie dem deutschen DOMEA-Standard und der UK-TNA-2002-Spezifikation berücksichtigt, sowie Trends im Umfeld von ECM, ILM, Archivierung und Dokumentenmanagement. Das Metadaten-Modell wurde erheblich erweitert und mit internationalen Standards harmonisiert. MoReq2 beschäftigt sich nicht nur mit dem Kernbereich der Schriftgutverwaltung, sondern deckt auch den gesamten Entstehungs-, Nutzungs-, Archivierungs- und Aussonderungsbereich ab. Im Vergleich mit anderen Standards wie TNA (England, aktualisiert 2004) oder DoD 5015.2 (USA, aktualisiert 2006) war MoReq2 im Jahr 2008 die neueste und umfassendste Spezifikation für Schriftgutverwaltung.
Das DLM-Forum veröffentlicht Listen der akkreditierten Test-Center und zertifizierter Produkte.
Das erste Unternehmen, das die MoReq2-Zertifizierung bestand, ist Fabasoft aus Österreich mit dem Produkt Fabasoft Folio. Es ist derzeit (Stand Mai 2010) das einzige Produkt mit erfolgreich bestandener MoReq2 Zertifizierung.
MoReq2 wurde bisher in Estnisch, Französisch und Slowenisch (einschließlich „Chapter 0“ mit den nationalen Besonderheiten) sowie Katalanisch, Koreanisch, Russisch, Rumänisch, Spanisch, Tschechisch, Ukrainisch, Ungarisch und andere Sprachen übersetzt.

## MoReq2010
Im Herbst 2009 wurde vom DLM-Forum und dem Moreq Governance Board eine Überarbeitung von MoReq2 beschlossen. Der überarbeitete Standard trägt die Bezeichnung MoReq2010. MoReq2010 wurde in zwei Schritten öffentlich zur Diskussion gestellt. Die neue Version der Spezifikation orientiert sich stärker an den heute verfügbaren Technologien des elektronischen Dokumentenmanagements und hat sich deutlich von den eher papierorientierten Vorläuferstandards entfernt.
Am 6. Juni 2011 wurde die MoReq2010 Spezifikation als PDF veröffentlicht. Es handelt sich dabei um die „MoReq2010 Modular Requirements for Records Systems, Volume 1, Core Services & Plug-in Modules, Version 1.0“. Diese Version ist noch nicht vollständig und wird um weitere Module ergänzt werden. Die neue Spezifikation bricht mit einer Reihe von Prinzipien des Records Management, die noch MoReq2 dominierten. MoReq2010 ist modularer und als Services strukturiert. Der Titel der 520-seitigen Spezifikation wurde der veränderten Zielrichtung angepasst. MoReq als Akronym steht jetzt für „Modular Requirements for Records Systems“. Am 14. Juli 2011 wurde die erste Version des MoReq2010-XML Schema veröffentlicht. Für die Diskussion und Weiterentwicklung des neuen Standards und des Schemas wurde vom DLM-Forum ein Diskussionsforum bereitgestellt. Neben dem MGB MoReq Governance Board wurde ein technisches Komitee bestehend aus Records-Management-System-Anbieter eingerichtet, das die Weiterentwicklung von MoReq2010 beratend begleiten soll. Im September 2011 wurde das Zertifizierungsprogramm für Anbieter von Records-Management-Systemen vorgestellt. Es wird zukünftig auch für den Test von Lösungen beim Anwender eingesetzt werden können. Auf der DLM Forum Konferenz in Brüssel im Dezember 2011 wird ferner das Schulungsprogramm für MoReq2010 verabschiedet und die Koordination der Übersetzungen der Spezifikation eingerichtet.